# Separatoppia indica
Separatoppia indica – gatunek roztocza z kohorty mechowców i rodziny Oppiidae.
Gatunek ten został opisany w 2013 roku przez Siergieja G. Jermiłowa i Vladimira Pešicia.
Ciało długości od 258 do 262 μm i szerokości od 147 do 155 μm, jasnobrązowe, gładkie z wyjątkiem mikrogranulowania na środku grzbietu i bokach prodorsum. Sensill z długą szypułką i gładką, wrzecionowatą główką. Prodorsum o rostrum szeroko zaokrąglonym. Szczeciny rostralne dłuższe niż interlamellarne i lamellarne, które są zbliżonych długości. Costulae krótsze niż połowa długości prodorsum, a transcostula wyraźnie wklęśnięta pośrodku. Notogaster o przedniej krawędzi prostej, wyrostkach barkowych słabo rozwiniętych, opatrzony dziewięcioma parami krótkich szczecin. Szczeciny anogenitalne również krótkie. Discidia trójkątne, tępo zakończone. Gatunek podobny do S. concava.
Roztocz znany wyłącznie z indyjskiego stanu Andhra Pradesh. Jedyny przedstawiciel swojego rodzaju znany z krainy orientalnej.